# 第33回国民体育大会
第33回国民体育大会（だい33かいこくみんたいいくたいかい）は1978年（昭和53年）に開催された国民体育大会である。
秋季大会は長野県松本市を主会場に開催された。今大会は前回、1977年（昭和52年）青森県での「あすなろ国体」に次いで、冬の2大会、夏、秋の4大会を全部同一県で開催する国体史上2年連続2度目の「完全国体」であった。
スローガンは「日本の屋根に手をつなぐ」。天皇杯、皇后杯はいずれも開催地の長野県が獲得した。
大会後には第14回全国身体障害者スポーツ大会が開催された。
国体を誘致する際には、県の2大都市である長野市と松本市のどちらを主会場にするかで両市が対立したため、夏目長野市長と深沢松本市長との間で会談が行われた。その結果、秋季国体の主会場は松本市になり、長野市には将来長野県内でオリンピック等の大規模スポーツイベントを開催する際には主会場にするという見返りがなされ、長野オリンピックで実現した。長野市と松本市の対立はこれを機に徐々に収束へと向かった。大会にあわせ松本市では松本駅の新築、やまびこ国体道路の開通などの大規模なインフラ整備行われた。

## 大会概要
| 季    | 期間                      | 開催地                         | 競技数 | 参加者数 |
| ----- | ------------------------- | ------------------------------ | ------ | -------- |
| 冬    | 1978年1月22日 - 1月25日   | 長野県松本市・軽井沢町         | 1      | 1,941    |
| 冬    | 1978年2月19日 - 2月22日   | 長野県野沢温泉村               | 1      | 1,936    |
| 夏    | 1978年9月10日 - 9月13日   | 長野県長野市・諏訪市・下諏訪町 | 3      | 3,647    |
| 秋    | 1978年10月15日 - 10月20日 | 長野県                         | 28     | 17,906   |
| 合 計 | 合 計                     | 合 計                          | 33     | 25,430   |

## 実施競技
- 陸上競技
- 水泳
- サッカー
- スキー
- テニス
- 漕艇
- ホッケー
- ボクシング
- バレーボール
- 体操
- バスケットボール
- スケート
- レスリング
- ヨット
- ウェイトリフティング
- ハンドボール
- 自転車競技
- ソフトテニス
- 卓球
- 軟式野球
- 相撲
- 馬術
- フェンシング
- 柔道
- ソフトボール
- バドミントン
- 弓道
- ライフル射撃
- 剣道
- ラグビー
- 高校野球（公開競技）

## 総合成績

### 天皇杯
- 1位 - 長野県
- 2位 - 東京都
- 3位 - 青森県

### 皇后杯
- 1位 - 長野県
- 2位 - 東京都
- 3位 - 大阪府

## 主な出来事
- 1978年2月18日、スキー競技の開催直前、千葉県勢として出場する選手の中に同県に居住実態のない選手の実態が明らかになり、一度に14人もの選手が失格となった[1]。